# Irwin Rose
Irwin Allan Rose (Brooklyn, 16 juli 1926 – Deerfield (Massachusetts), 2 juni 2015) was een Amerikaans biochemicus.
In 2004 ontving Rose, tezamen met Aaron Ciechanover en Avram Hershko, de Nobelprijs voor de Scheikunde voor hun ontdekking van de rol van ubiquitine bij de eiwitdegradatie.

## Biografie
Rose werd geboren in een seculair joods gezin als zoon van Ella (Greenwald) en Harry Royze. Hij groeide op in Spokane in de Amerikaanse staat Washington vanwege het betere klimaat voor zijn broer die leed aan reuma, terwijl zijn vader in New York achterbleef. Na de Lewis and Clark High School ging hij in 1943 studeren aan de Washington State University. 
Al na een jaar verliet hij school om te dienen bij de Amerikaanse marine tijdens de Tweede Wereldoorlog. Na de oorlog kwam hij terecht op de Universiteit van Chicago waar hij zijn bachelorgraad in 1948 behaalde en er in 1952 promoveerde in de bioochemie. Aansluitend was hij werkzaam aan de Case Western Reserve University, de New York-universiteit en vanaf 1954 docent biochemie aan de Yale School of Medicine. In 1963 ging hij naar het Fox Chase's Cancer Center in Philadelphia waar hij aanbleef tot aan zijn pensionering in 1995.
Rose was gehuwd met Zelda Budenstein, een gerespecteerd biochemicus die jarenlang onderzoek uitvoerde naar de stofwisseling van rode bloedcellen. Uit dit huwelijk werden drie zonen en een dochter geboren.

## Werk
Terwijl vele wetenschappers zich richtten op de wijze waarop eiwitten worden gecreëerd uit de blauwdrukken die in het DNA zijn vastgelegd begon Rose onderzoek te doen naar het eiwit ubiquitine. Dit is een klein eiwit dat door andere wetenschappers was ontdekt en op talrijke locaties in weefsel en organismes aanwezig is maar waarvan men tot dan toe nog geen idee had wat het deed.
Om hier antwoord op te krijgen werkte Rose begin jaren zeventig samen met Avram Hershko, van het Technion Institute of Technology in Israël, en met Aaron Ciechanover, een promotiestudent van Hershko. Gezamenlijk ontdekten ze dat ubiquitine een cruciale rol speelt bij eiwitdegradatie – de manier waarop cellen van bijna alle levende wezens onnodige eiwitten afdanken. Experimenten lieten zien dat ubiquitine als marker functioneert doordat het zich hecht aan een eiwit die niet meer nodig is. Het gemarkeerde eiwit wordt vervolgens getransporteerd naar een van de vele proteasomen in de cel alwaar het in stukjes wordt geknipt om te worden hergebruikt voor nieuwe eiwitten.
Bepaalde ziektes worden veroorzaakt wanneer het eiwitdegradatieproces faalt of defect is. Dankzij het begrijpen van dit fenomeen leidde dit tot de ontwikkeling van betere medicijnen in de strijd tegen onder andere kanker, taaislijmziekte, Alzheimer en Parkinson.
- Gemeinsame Normdatei: 1105682137
- International Standard Name Identifier: 0000 0000 5250 5714
- Library of Congress Control Number: nr2001047098
- Nationale Bibliotheek van Israël: 987007591852405171
- Nationale Bibliotheek van Polen: a0000003215900
- LIBRIS: 269061
- SNAC: w69x3wq7
- Virtual International Authority File: 17203224
- WorldCat: E39PBJhH3wTrqDcBWqpQW8yw4q

1901: Van 't Hoff ·
1902: E. Fischer ·
1903: Arrhenius ·
1904: Ramsay ·
1905: Baeyer ·
1906: Moissan ·
1907: Buchner ·
1908: Rutherford ·
1909: Ostwald ·
1910: Wallach ·
1911: Curie ·
1912: Grignard, Sabatier ·
1913: Werner ·
1914: Richards ·
1915: Willstätter ·
1918: Haber ·
1920: Nernst ·
1921: Soddy ·
1922: Aston ·
1923: Pregl ·
1925: Zsigmondy ·
1926: Svedberg ·
1927: Wieland ·
1928: Windaus ·
1929: Harden, Euler-Chelpin ·
1930: H. Fischer · 
1931: Bosch, Bergius ·
1932: Langmuir ·
1934: Urey ·
1935: F. Joliot-Curie, I. Joliot-Curie ·
1936: Debye ·
1937: Haworth, Karrer ·
1938: Kuhn ·
1939: Butenandt, Ružička ·
1943: Hevesy · 
1944: Hahn ·
1945: Virtanen ·
1946: Sumner, Northrop, Stanley ·
1947: Robinson · 
1948: Tiselius · 
1949: Giauque ·
1950: Diels, Alder ·
1951: McMillan, Seaborg ·
1952: Martin, Synge ·
1953: Staudinger ·
1954: Pauling ·
1955: Vigneaud ·
1956: Hinshelwood, Semjonov ·
1957: Todd ·
1958: Sanger ·
1959: Heyrovský ·
1960: Libby ·
1961: Calvin ·
1962: Perutz, Kendrew ·
1963: Ziegler, Natta ·
1964: Hodgkin ·
1965: Woodward ·
1966: Mulliken ·
1967: Eigen, Norrish, Porter ·
1968: Onsager ·
1969: Barton, Hassel ·
1970: Leloir ·
1971: Herzberg ·
1972: Anfinsen, Moore, Stein · 
1973: E.O. Fischer, Wilkinson · 
1974: Flory ·
1975: Cornforth, Prelog ·
1976: Lipscomb ·
1977: Prigogine · 
1978: Mitchell ·
1979: Brown, Wittig ·
1980: Berg, Gilbert, Sanger ·
1981: Fukui, Hoffmann ·
1982: Klug ·
1983: Taube ·
1984: Merrifield ·
1985: Hauptman, Karle ·
1986: Herschbach, Lee, Polanyi ·
1987: Cram, Lehn, Pedersen ·
1988: Deisenhofer, Huber, Michel ·
1989: Altman, Cech ·
1990: Corey ·
1991: Ernst ·
1992: Marcus ·
1993: Mullis, Smith ·
1994: Olah ·
1995: Crutzen, Molina, Rowland ·
1996: Curl, Kroto, Smalley ·
1997: Boyer, Walker, Skou ·
1998: Kohn, Pople ·
1999: Zewail ·
2000: Heeger, MacDiarmid, Shirakawa ·
2001: Knowles, Noyori, Sharpless ·
2002: Fenn, Tanaka, Wüthrich ·
2003: Agre, MacKinnon ·
2004: Ciechanover, Hershko, Rose ·
2005: Grubbs, Schrock, Chauvin ·
2006: Kornberg ·
2007: Ertl ·
2008: Shimomura, Chalfie, Tsien ·
2009: Steitz, Yonath, Ramakrishnan ·
2010: Heck, Negishi, Suzuki ·
2011: Shechtman ·
2012: Kobilka, Lefkowitz ·
2013: Karplus, Levitt, Warshel ·
2014: Betzig, Hell, Moerner ·
2015: Lindahl, Modrich, Sancar ·
2016: Sauvage, Stoddart, Feringa ·
2017: Dubochet, Frank, Henderson · 
2018: Arnold, Winter, Smith ·   
2019: Goodenough, Whittingham, Yoshino ·
2020: Charpentier, Doudna ·
2021: List, MacMillan ·
2022: Bertozzi, Meldal, Sharpless ·
2023: Bawendi, Brus, Jekimov ·
2024: Baker, Hassabis, Jumper